# Centro Cultural Sanagustin (Azpeitia)

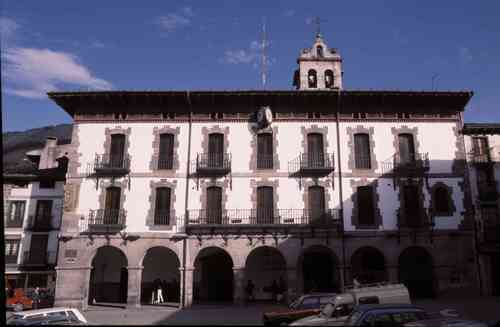
Convento de San Agustín (1987)

El Centro Cultural Sanagustin es un centro cultural de la localidad guipuzcoana de Azpeitia en el País Vasco (España). Está ubicado en el edificio del antiguo convento de San Agustín.

## Historia
El párroco Kepa Susperregi y el entonces alcalde azpeitiano, José Mª Bastida, firmaron el acuerdo de propiedad de la iglesia a favor del municipio en 1994. La pelea que durante años Iglesia y municipio mantuvieron por la propiedad de San Agustín se decidió cuando Imanol Elías, por deseo expreso del alcalde Bastida, encontró un documento en el Archivo de Oñate datado en 1842 en el que el general Espartero concedía el edificio al ayuntamiento.
El edificio es el antiguo Convento de San Agustín
En 2005 la Diputación de Guipúzcoa destinó una partida de 1750000€ para la rehabilitación de la iglesia en centro cultural.
Se inauguró en 2008, 25 años después de cerrar la iglesia.